# زيتا الثور

زيتا الثور هو نجم ثنائي في كوكبة الثور.
ينتمي زيتا الثور إلى الفئة الطيفية B ليكون نجم عملاق ويبعد حوالي 417 سنة ضوئية عن الأرض ويملك قدر ظاهري يتغير من +2.88 إلى +3.17 . يتم كل النجمين المكونين دورتهما حول بعضهما كل 133 سنة